# هسيه تشنغ بينغ
هسيه تشنغ بينغ (بالصينية: 謝政鵬) مواليد 22 سبتمبر 1991 في تايوان، هو لاعب كرة مضرب تايواني بدأ مسيرته كمحترف سنة 2009 يلعب باليد اليمنى. أعلى تصنيف له في الفردي كان المركز الـ 1098 في سنة 2011.في 2008 فاز ببطولة ويمبلدون لزوجي الفتيان. ثم فاز ببطولة أستراليا لزوجي الفتيان في 2009 مع فرانسيس كيسي ألكانتارا.

## روابط خارجية
- هسيه تشنغ بينغ على موقع رابطة محترفي التنس (الإنجليزية)
- هسيه تشنغ بينغ على موقع الاتحاد الدولي لكرة المضرب (الإنجليزية)
- هسيه تشنغ بينغ على موقع كأس ديفيز (الإنجليزية)
- هسيه تشنغ بينغ على موقع خلاصة التنس.كوم (الإنجليزية)